# Федеральное министерство обороны Германии
Федеральное министерство обороны (нем. Bundesministerium der Verteidigung, BMVg, с 1972 года — BMVtg), Министерство обороны Германии — одно из министерств правительства Германии (ФРГ), несущее ответственность за Вооружённые силы Германии и оборону Федерации.
МО ФРГ является федеральным органом исполнительной власти, осуществляющим функции по выработке и реализации государственной политики федерации немецких земель в области обороны, а также иные установленные федеральными законами Германии, актами правительства Германии и международными договорами функции в области обороны и применения вооружённых сил. Минобороны возглавляет федеральный министр, который назначается и увольняется президентом Германии по рекомендации Федерального канцлера. Министр обороны Германии также является главнокомандующим Вооружённых сил Германии. Согласно Конституции Германии необходимость применения Федерацией оборонительных действий именуется состоянием обороны (Verteidigungsfall). При переходе к состоянию обороны, согласно статье 115b Конституции Германии, полномочия главнокомандующего ВС (Inhaber der Befehls- und Kommandogewal, IBuK) передаются действующему федеральному секретарю (бундесканцлеру).

## История
В 1950 году Теодор Бланк возглавил так называемую «пустую контору» (или ведомство Бланка) став «уполномоченным федерального правительства по вопросам, связанным с усилением союзнических оккупационных войск», а в действительности под руководством бундесканцлера Конрада Аденауэра ведя скрытую подготовку к созданию западногерманских вооружённых сил. В задачу «ведомства Бланка» входила разработка структуры будущих западногерманских ВС, мобилизационных и оперативных планов Федеративной Республике Германия. 10 марта 1952 года правительство Союза ССР предложило начать разработку мирного договора с Германией. Советский Союз был готов согласиться на объединение немецких земель, допустить существование немецких вооружённых сил, военной промышленности и свободной деятельности демократических партий и организаций, но при условии неучастия новой Германии в военных блоках. В 1952 году между США, Англией и Федеральным правительством Западной Германии были подписаны Общий договор и Парижские соглашения, согласно которым за США и Англией оставлялось право держать на территории Западной Германии оккупационные войска, предусматривалось создание Европейского оборонительного сообщества.
Официальной датой сформирования министерства обороны в Федеративной Республике Германия считается 7 июня 1955 года, когда, в Бонне, на основе так называемого «ведомства Бланка» было развернуто 12 отделов МО ФРГ, подчиненных федеральному министру и статс-секретарю.
Первые 100 добровольцев новых западногерманских вооружённых сил, 12 ноября 1955 года, в городе Андернах, что на левом берегу Рейна, в 500 километрах от Бонна, присягнули на верность государству в соответствии с традициями и ритуалом Вооружённых сил Германской империи.
В 2016 году министр обороны ФРГ представила Комитету по обороне федерального собрания (бундестага) план перевооружения, согласно которому для модернизации вооружённых сил необходимо, в течение последующих 15 лет, выделить дополнительно 130 000 000 000 евро.
По сообщению средства массовой коммуникации «Мир» (Die Welt) Минобороны Германии обеспокоено растущим военным потенциалом России и Китая.

## Состав
В состав МО ФРГ входят:
- управление обороны ведомства (министр, два парламентских статс-секретаря и два статс-секретаря, генеральный инспектор вооружённых сил);
- аппарат министра обороны (организационный штаб, штаб прессы и информации, уполномоченные министерства и советники министра);
- аппарат статс-секретарей (подчинённые статс-секретарям группы контроля и надзора, а также штаб организации и ревизии);
- десять главных управлений (ГУ).

## Основные задачи
Основными задачами минобороны являются:
- разработка и реализация предложений по государственной политики в сфере обороны;
- нормативно-правовое регулирование в сфере обороны и деятельности вооружённых сил (ВС);
- разработка и организация применения ВС;
- поддержание ВС в необходимой готовности;
- разработка и проведение мероприятий по строительству ВС;
- выработка и реализация государственной политики в области военного сотрудничества в рамках Северо-атлантического блока, Европейского союза (ЕС), а также с другими государствами и международными организациями.

## Подведомственные формирования
МО ФРГ подведомственны Вооружённые силы Германии:
- Сухопутные войска (Хе́ер)
- Военно-воздушные силы (Люфтваффе)
- Военно-морской флот (Марине)
- объединённые силы обеспечения
  - центральная медико-санитарная служба (Zentrale Sanitätsdienst)
    - объединённый штаб медицинской службы

  - силы киберопераций и информационного обеспечения
  - Объединённый штаб службы поддержки
    - Военная служба контрразведки
    - Администрация информационных технологий и вооружений
    - Администрация набора на воинскую службу
    - Администрация судоустройства
    - Военный капеллан